# Резолюция Совета Безопасности ООН 622
Резолюция 622 Совета Безопасности Организации Объединенных Наций была единогласно принята 20 сентября 1988 года после принятия к сведению Женевского соглашения, подписанного 14 апреля 1988 года. Совет подтвердил согласие с мерами, содержащимися в письмах Генерального секретаря, касающихся урегулирования ситуации в Афганистане. Поэтому совет подтвердил учреждение миссии добрых услуг Организации Объединенных Наций в Афганистане и Пакистане в мае 1988 года и предусмотрел временную отправку 50 военных офицеров для оказания помощи в этой миссии в соответствии с просьбой генерального секретаря. Она также потребовала от генерального секретаря постоянно информировать Совет о прогрессе, достигнутом в регионе.